# 中内怜
中内 怜（なかうち れい、1997年〈平成9年〉1月23日 - ）は、日本の起業家・実業家。
株式会社Gracia（現：株式会社タンプ）を創業。ギフト特化型E-commereの「TANP」を運営。

## 経歴・人物
2019年3月東京大学経済学部 経営学科卒業。東京大学在学中の2017年に株式会社Graciaを創業し、同社代表取締役に就任。
2020年3月にはForbes 30 Under 30 AsiaにてRetail&E-Commerce部門に選出。同年当該部門では最年少の22歳での受賞。10.3億円の第3者割当増資を実施
2022年末までにベンチャーキャピタル等より累計20億円以上の資金調達を発表している。